# Dolejší Těšov (zámek)
Dolejší Těšov je tvrz přestavěná na zámek ve stejnojmenné vesnici u Hartmanic v okrese Klatovy. Ve druhé polovině šestnáctého století Dolejší Těšov koupili Kocové z Dobrše a postavili v něm renesanční tvrz, které se stala centrem malého panství. Přibližně o sto let později tvrz přestavěli na barokní zámek. V osmnáctém století statek získala rodina Dohalských z Dohalic a od devatenáctého století se majitelé střídali. Zámecký areál je od roku 1964 chráněn jako kulturní památka ČR.

## Historie

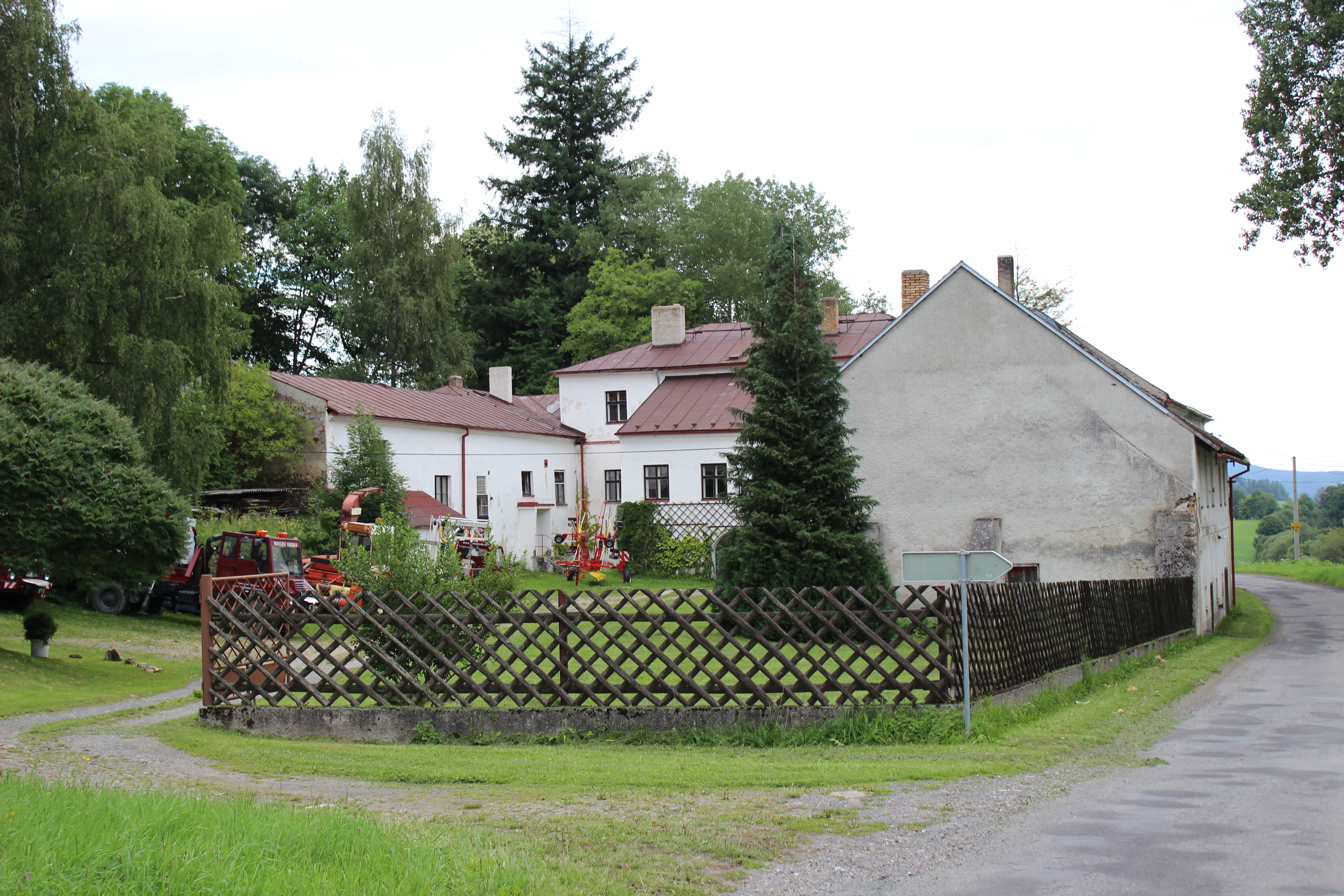
Zámecký dvůr

Dolejší Těšov patřil až do poloviny šestnáctého století k velhartickému panství. Jeho zadlužený majitel Adam Lev z Rožmitálu musel v polovině šestnáctého století rozdělit panství mezi své věřitele. Dolejší Těšov tak před rokem 1560 získal Jan Rendl z Úšavy. Od něj vesnici nejspíše roku 1582 koupil Dětleb Koc z Dobrše, který v ní založil poplužní dvůr s tvrzí. V roce 1689 od Dětleba Koce panství tvořené Dolejším Těšovem, Mochovem a Javořím koupil jeho syn Václav Bartoloměj Koc.
Nejspíše koncem sedmnáctého století byla tvrz přestavěna na zámek. Dobu přestavby dokládal letopočet 1697 na budově současně postaveného špýcharu. Roku 1713 se majitelem statku stal František Bohulav Koc, po kterém jej roku 1737 zdědila dcera Anna Marie, provdaná za Jana Václava Dohalského z Dohalic. Manželé na zámku roku 1746 zřídili kapli Nanebevzetí Panny Marie. Jejich potomkům panství patřilo až do roku 1802, kdy se novou majitelkou stala Johanna Villaniová a po ní v roce 1848 rod Augustinců. Posledními majiteli před zestátněním byli Zieglerové, kterým zámek patřil do poloviny dvacátého století. Po nich budovy spravoval státní statek. V roce 1956 zámek vyhořel, ale byl obnoven a dále využíván k bydlení.

## Stavební podoba
Dochovaná podoba zámku je výsledkem úprav po požáru v roce 1956. Hlavní budova stojí na východní straně areálu a spolu s navazujícími bočními hospodářskými křídly uzavírá tři strany dvora. Špýchar stojí mimo zámecký dvůr asi o 150 metrů dál na severovýchod. Býval na něm erb Koců z Dobrše a Janovských z Janovic s letopočtem 1697.